# 朱芝城
新野恭簡王朱芝城（1433年—1475年），明朝唐藩第二代新野王，新野悼懷王朱瓊燀嫡次子，母妃莊氏。

## 生平
正統元年（1436年）七月，新野悼懷王朱瓊燀去世。正統八年（1443年）三月，獲賜名芝城。正統九年（1444年）四月，襲封新野王。
景泰五年（1454年）四月，朱芝城奏称祖母孙氏虽然生了他的父亲朱瓊燀和姑妈河内郡主，却一向未蒙封赠，每遇家庙祭祀，诸命妇都有冠帔，只有祖母仍然以常服行礼，请求加以封赐。诏封孙氏为夫人，赐冠服。
天順元年（1457年），朱芝城與叔父唐王朱瓊炟因唐定王朱桱遺產之事互相訐奏。明英宗回復道：“唐王、新野王是親叔侄，宜各盡恩義，如何全不相顧，屢來奏擾？朕念親親之故，俱不究問。”其後，唐王上表稱，父親生前曾置莊田二處，如今願意把澗河的一處莊田給朱芝城。
因嫡長子朱彌鎘多病，朱芝城想把王位傳給繼嫡子朱彌鈃，邢氏堅決拒絕，認爲自己的兒子不能與元嫡子相提並論，還建議朱芝城廣納側室，以便多生幾個兒子。
成化十一年（1475年）二月，朱芝城去世，享年四十三歲，諡號恭簡。三年後，嫡長子朱彌鎘襲爵。

## 家庭

### 妻
- 李氏，魯山縣主簿李震女，景泰二年（1451年）三月冊為新野王妃[10]，景泰七年（1456年）五月去世[11]
- 邢氏（1443年—1518年）[12]，南陽衛指揮邢山女，天順二年（1458年）五月冊為新野王繼妃[13]

### 子
- 嫡長子：新野宣懿王朱彌鎘
- 第二子：朱彌銏[14]
- 第五子：鎮國將軍朱彌鈘[15]
- 嫡子：鎮國將軍朱彌鈃，邢氏生[16]
  - 嫡長子：輔國將軍朱宇浹[16]（1492年—1558年4月19日），弘治十二年（1499年）賜名[17]，汪道昆為其撰墓表，王世貞為其撰墓誌銘[18]。妻趙氏，早卒，繼妻王氏[19]
    - 第一子：奉國將軍朱宙松[16]，字以夏，妻張氏[19]
      - 嫡長子：鎮國中尉朱碩勳，字孔炎，任宗正[16]，著有《南陽集》[20]、詩集《巨勝園集》，王世貞作序[18]。妻馬氏[19]
        - 第一子：朱器封，字子厚，任宗正[19]，著有《巢園集》[20]

      - 女：大梁鄉君[19]

    - 女：孝儀縣君[19]

### 女
- 县主，嫁陆璇，成化十九年（1483年）因陆璇私通婢女一度被判离异
- 县主，嫁崔纮，成化十九年（1483年）因崔纮私通婢女一度被判离异